# デザイン工学部
デザイン工学部（でざいんこうがくぶ）は、デザイン工学の教育・研究を目的として大学に設置される学部の一つ。
私立大学にしか存在しない。東日本では、法政大学と芝浦工業大学で工学部を改組して設置され、また東北芸術工科大学に設置されている。西日本では、2012年4月に大阪産業大学に関西初の同学部が新設された。

## 概要
- 法政大学及び芝浦工業大学のデザイン工学部エンジニアリングデザイン領域は工学部系統と分類できるカリキュラムを有している。
  - 芝浦工業大学のデザイン工学部プロダクトデザイン領域、建築・空間デザイン領域は工学部・芸術学部双方で行われるプロダクトデザイン、建築の教育が行われる。（詳細は、芝浦工業大学デザイン工学部を参照）
- 東北芸術工科大学のデザイン工学部は明確に芸術学部系統であるグラフィックデザイン、映像学科と、(工学部と芸術学部の双方で教育がなされる) プロダクトデザイン、建築の学科、学際的領域の学科がある。学際的領域としてはコミュニティデザイン学科、企画構想学科がある。
  - ※ 東北芸術工科大学において過去に存在した情報デザイン学科情報環境コースは情報工学分野の専門課程である
- 東京電機大学には、デザイン工学部と類似するシステムデザイン工学部がある。（詳細は、東京電機大学システムデザイン工学部を参照）
- 大阪工業大学のデザイン工学部は2017年4月に大阪工業大学ロボティクス＆デザイン工学部に改組され、ロボット工学科 、空間デザイン学科 、 システムデザイン工学科の構成で、IoT・AI（人工知能）分野を含めたデザイン思考教育が行われる。
- 東海大学には、デザイン工学部と類似する情報デザイン工学部がある。